# Leon XIII

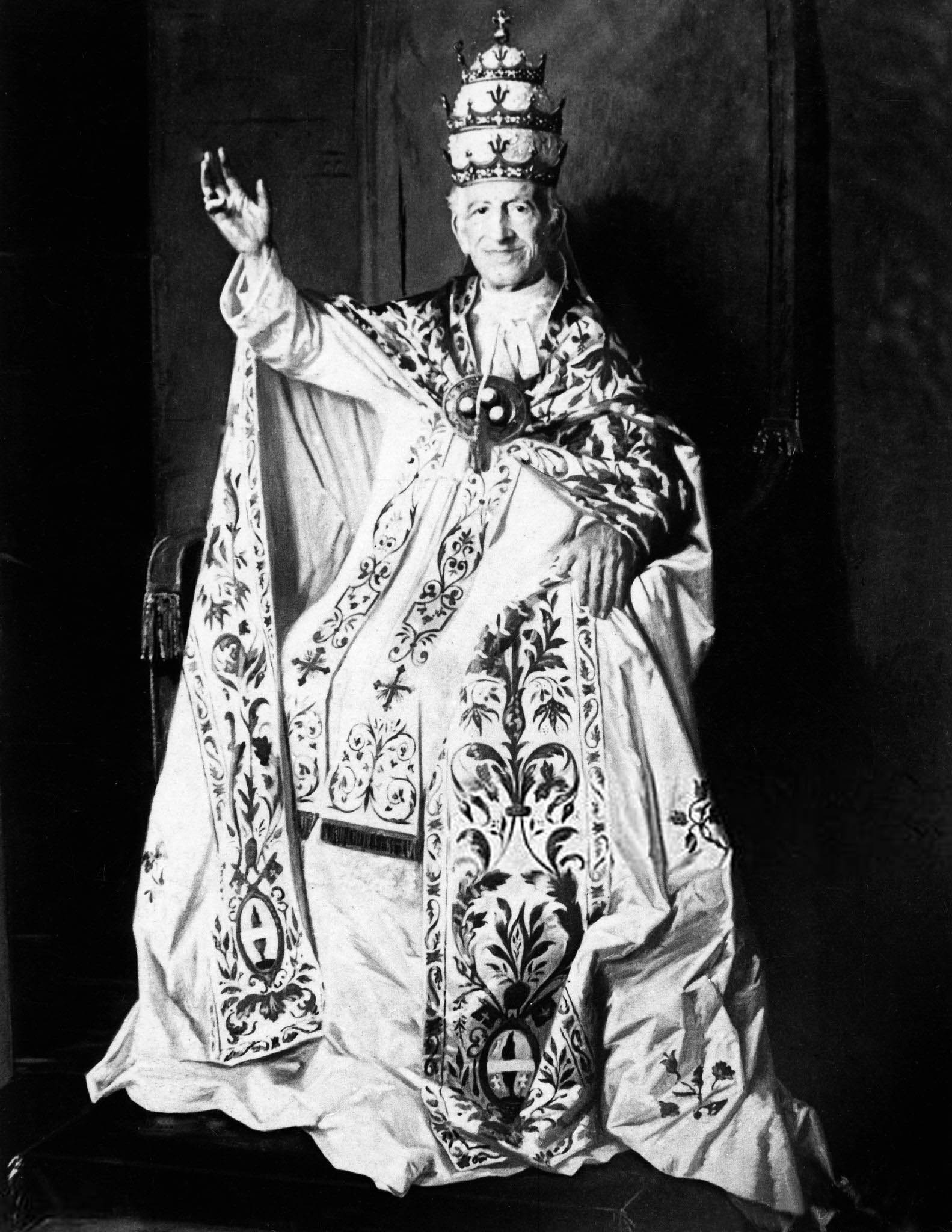
Zdjęcie koronacyjne Leona XIII (1878)

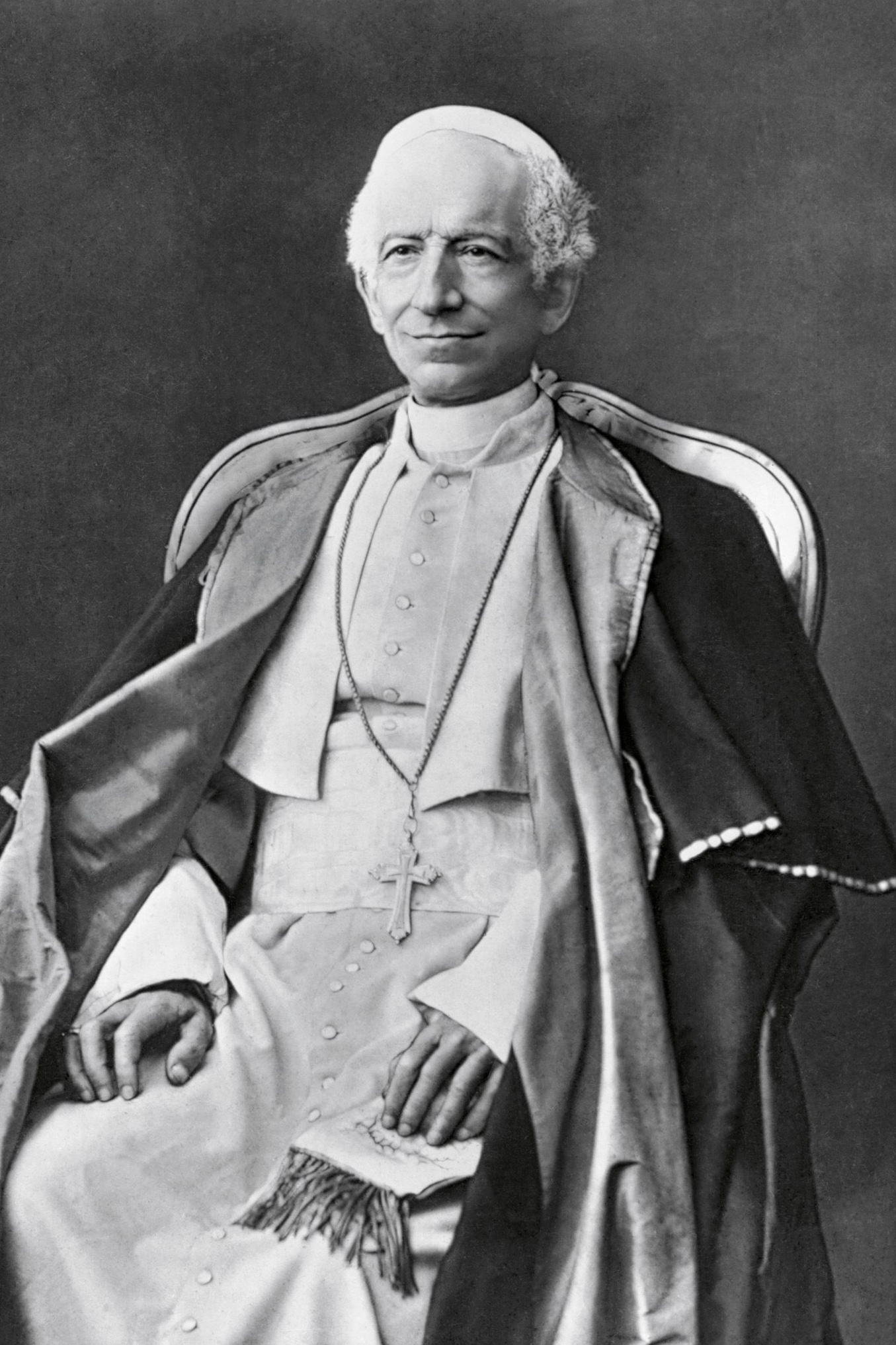
Leon XIII (1878)

Leon XIII (łac. Leo PP. XIII, wł. Leone XIII; właśc. Gioacchino Vincenzo Raphaelo Luigi Pecci, wym. [d͡ʒoakˈkiːno vinˈt͡ʃɛnt͡so raffaˈɛːle luˈiːd͡ʒi ˈpett͡ʃi]; ur. 2 marca 1810 w Carpineto, zm. 20 lipca 1903 w Watykanie) – włoski duchowny rzymskokatolicki, 256. papież w okresie od 20 lutego 1878 do 20 lipca 1903.
Arcybiskup Perugii w latach 1846–1878, kamerling Świętego Kościoła Rzymskiego w latach 1877–1878,

## Życiorys

### Wczesne życie
Urodził się w zubożałej rodzinie szlacheckiej, jako syn Ludovica Pecciego i Anny Prosperi-Buzi. Rodzina Peccich była uboga, ale szczyciła się starymi szlacheckimi tradycjami, zwłaszcza matka wywodziła swój ród od słynnego Coli di Rienzo. Ojciec był pułkownikiem w milicji baronalnej. Po wejściu Francuzów sprawował też funkcje administracyjne w nowym zarządzie miasta. Rodzina była liczna, a przyszły papież był szóstym dzieckiem, obok trzech braci i dwóch sióstr. Jego bratem był kardynał Giuseppe Pecci.
Kształcił się w kolegium jezuickim w Viterbo, do którego trafił wraz z bratem Giuseppem w 1818 r. Nauka trwała 6 lat. Następnie kontynuował naukę na Kolegium Rzymskim oraz w Kościelnej Akademii Szlacheckiej. Uzyskał doktorat z teologii (w roku 1836) oraz obojga praw. 31 grudnia 1837 przyjął święcenia kapłańskie.
W 1837 był prałatem Jego Świątobliwości oraz referendarzem Najwyższego Trybunału Sygnatury Apostolskiej. 27 stycznia 1843 został wybrany arcybiskupem tytularnym Damietty oraz nuncjuszem apostolskim w Belgii, którym był w latach 1843–1846. Następnie, 19 stycznia 1846 został arcybiskupem Perugii. W tym czasie protestował przeciwko zajęciu miasta przez Sardynię, a także zreformował działanie tamtejszego seminarium duchownego. Popierał tomizm i pragnął zbliżenia katolicyzmu i kultury nowoczesnej. 19 grudnia 1853 został kreowany kardynałem prezbiterem i otrzymał kościół tytularny S. Lorenzo in Panisperna, natomiast 21 września 1877 został kamerlingiem i pozostał nim do elekcji.

### Wybór na papieża
Podczas konklawe był kandydatem umiarkowanej frakcji. Został wybrany 20 lutego 1878 w trzecim głosowaniu, a następnie ukoronowany 3 marca 1878 w bazylice watykańskiej.

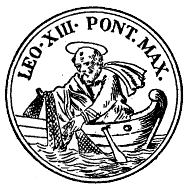
Pierścień Rybaka Leona XIII

### Pontyfikat

#### Sprawy religijne
Leona XIII uznaje się za pierwszego nowoczesnego papieża, dążącego do dialogu ze współczesnym światem, ale nierezygnującego jednocześnie z ewangelizacji życia społecznego. W kwestiach potępiania masonerii, socjalizmu czy nihilizmu, kontynuował politykę Piusa IX. Podobnie jak poprzednik, popierał centralizację władzy kościelnej, między innymi poprzez wzmocnienie władzy nuncjuszów, a także popierał tomizm jako system filozoficzny odpowiadający doktrynie katolickiej (encyklika Aeterni Patris z 4 sierpnia 1879).
W 1893 ustanowił uroczystość Świętej Rodziny, które obchodzone jest w oktawie Bożego Narodzenia. Siedem lat później, przy okazji obchodów Roku Jubileuszowego, poświęcił rodzaj ludzki Najświętszemu Sercu Jezusowemu.
13 września 1896 r. listem apostolskim Apostolicae curae święcenia w kościele anglikańskim uznał za nieważne, a sukcesję apostolską za przerwaną.
Kreował 147 kardynałów na dwudziestu siedmiu konsystorzach. Za czasów Leona XIII w Polsce powstał mariawityzm, a w Stanach Zjednoczonych – Narodowy Kościół katolicki.
Łącznie powołał 248 nowych biskupstw, a także pierwszego delegata w USA. W latach 90 XIX w. napisał dwa listy apostolskie: Praeclara i Satis cognitum, skierowane do chrześcijan niekatolickich, których zaprosił do ponownego przyłączenia się do Kościoła rzymskokatolickiego.

#### Sprawy kościelne i społeczne

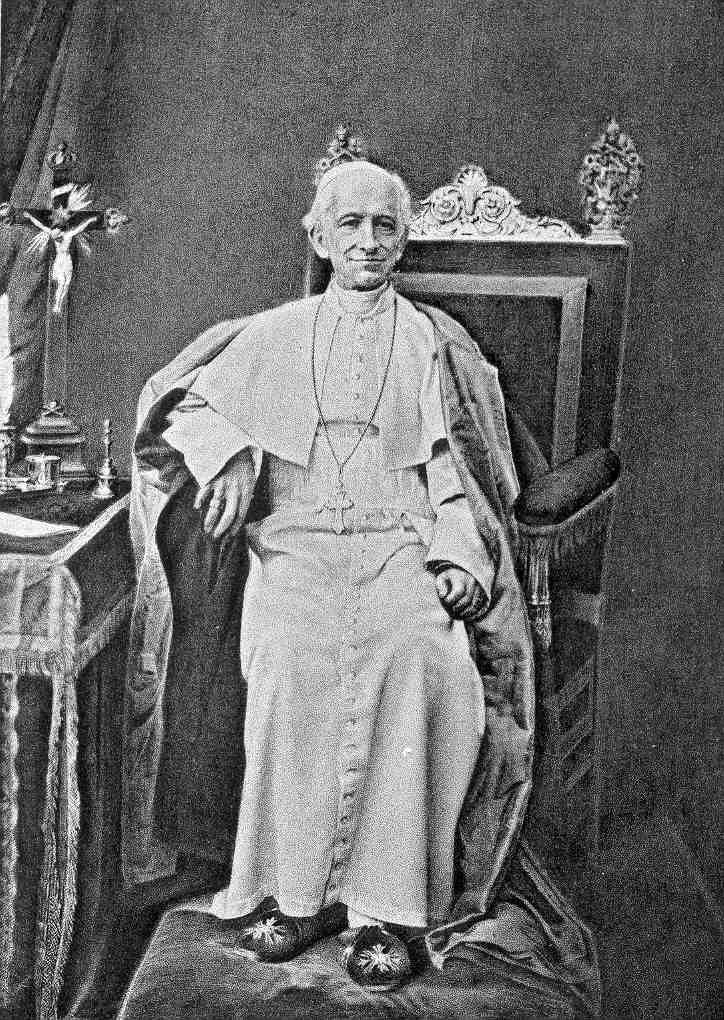
Portret Leona XIII (1880)

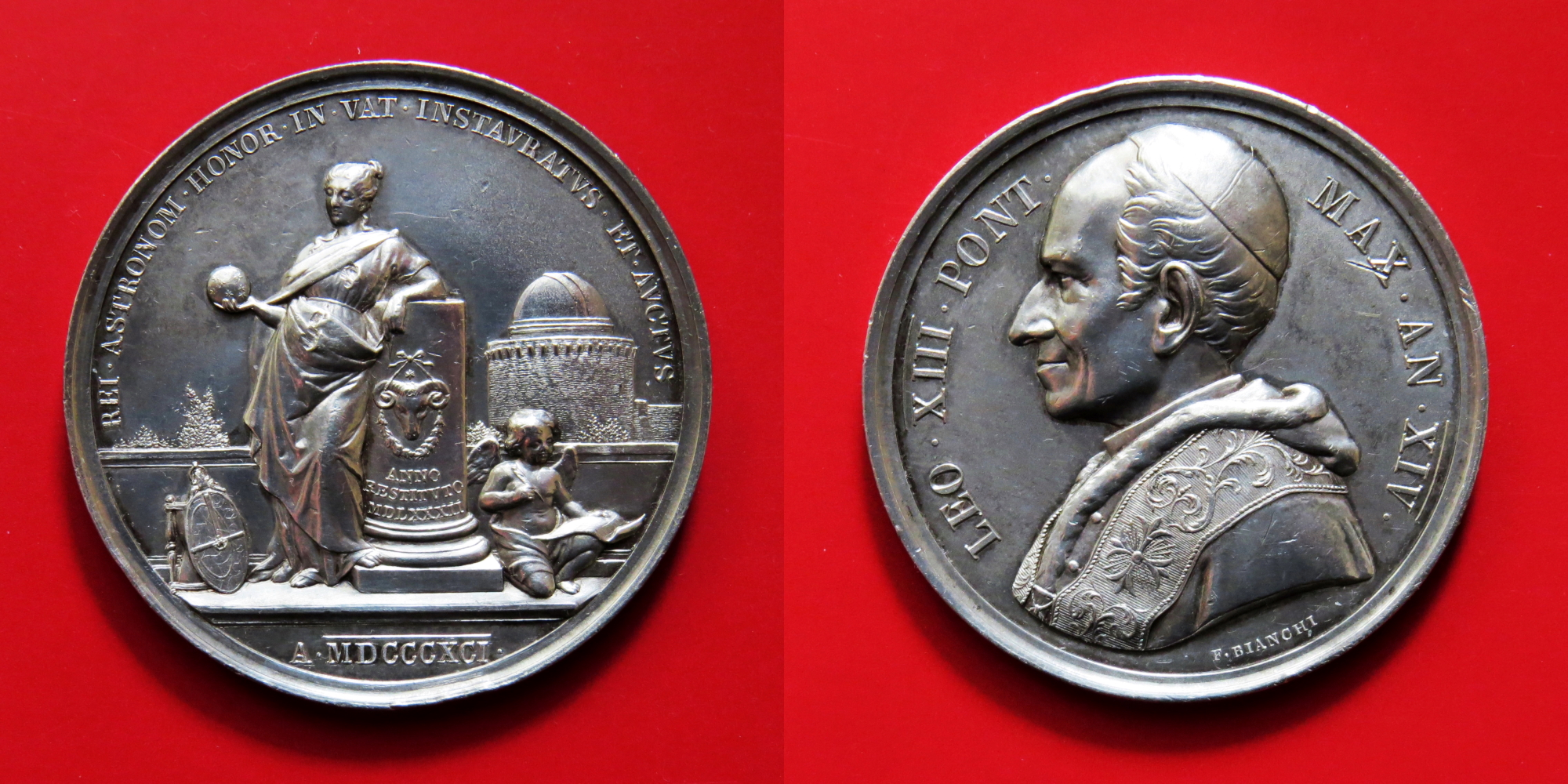
Srebrny medal upamiętniający inaugurację nowego obserwatorium przez papieża Leona XIII (1891)

18 sierpnia 1883 otworzył Tajne Archiwa Watykanu, umożliwiając dostęp do nich wszystkim naukowcom, niezależnie od wyznania. Pod koniec pontyfikatu, ustalił nowe kryteria cenzury (1897) i nowego Indeksu ksiąg zakazanych (1900). 30 października 1902 powołał Papieską Komisję Biblijną, której zadaniem było troska o nauki o Biblii. Ustanowił również odznaczenie „Pro Ecclesia et Pontifice”.
Leon był tercjarzem franciszkańskim i troszczył się o rozwój tego zakonu. Aby przywrócić XII-wieczne ideały i zwiększyć liczbę członków, złagodził regułę zakonną w konstytucji Misericors Dei Filius z 1888 roku. Był związany z sanktuarium stygmatów w La Verna, do którego szereg razy pielgrzymował, czemu dał wyraz w encyklice Auspicato concessum z 17 września 1882 roku.
Papież dużą uwagę poświęcał sprawom społecznym. Już na początku pontyfikatu wypowiedział się przychylnie na temat ustrojów demokratycznych (encyklika Diuturnum illud z 29 czerwca 1881). Cztery lata później, 1 listopada 1885 wydał encyklikę Immortale Dei, gdzie określił zakres władzy duchowej i świeckiej oraz podkreślił, że każda władza jest legalna, o ile zapewnia dobrobyt społeczny. 20 czerwca 1888 w encyklice Libertas praestantissimum, stwierdził natomiast, że Kościół winien być strażnikiem dobrze rozumianej wolności.
Leon stał się znany jako autor pierwszej encykliki społecznej Rerum novarum, w której przedstawione zostały zasady katolickiej nauki społecznej. Encyklika ta, wydana 15 maja 1891 roku, zawiera poglądy opowiadające się za uczciwą płacą, prawami robotników i związkami zawodowymi, przez co Leon został określony mianem „papieża robotników”.

#### Sprawy wewnętrzne i zagraniczne

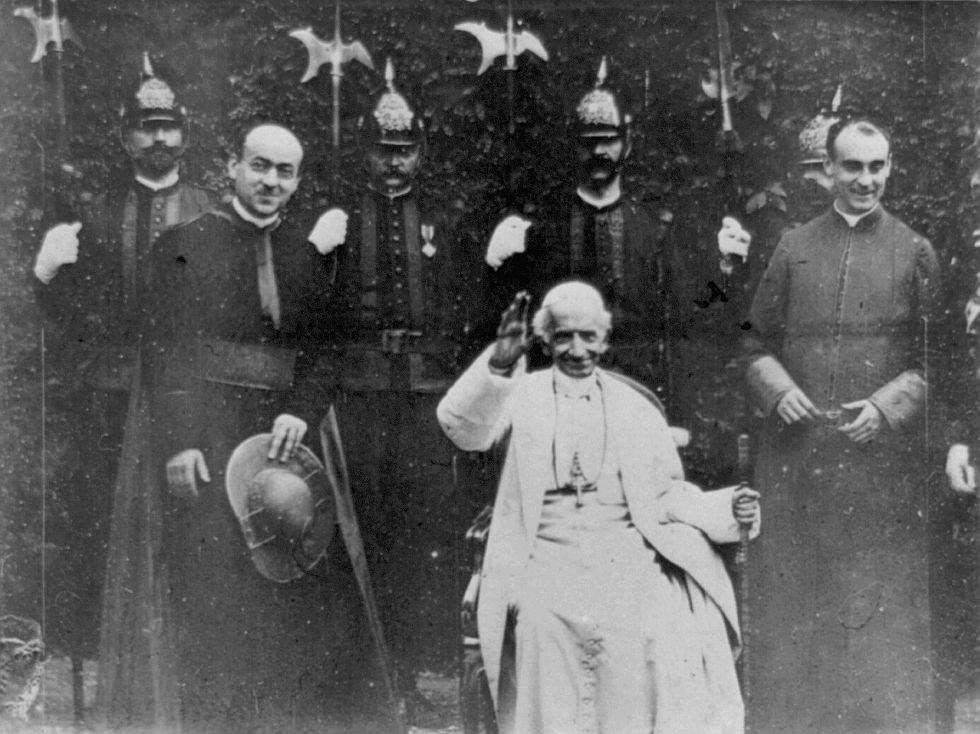
Leon XIII (1898)

Podobnie jak Pius IX, Leon XIII pragnął przywrócić Państwo Kościelne z jego wpływami. Nowy papież był jednak zdecydowanie bardziej otwarty na dyplomację, co doprowadziło do wycofania się kanclerza Niemiec Ottona von Bismarcka z Kulturkampfu i ustaw antykościelnych. Leon poczynił dalsze ustępstwa na rzecz Niemiec licząc, że wraz z Austrią wystąpią one przeciw Zjednoczonemu Królestwu Włoch. Jednak nadzieje okazały się płonne, ponadto Niemcy i Austria zawarły trójprzymierze z Włochami w 1882, odnowione w 1887 i latach następnych. Wówczas papież usiłował nawiązać kontakty z Francją, co również zakończyło się niepowodzeniem. Katolicy francuscy byli na tyle oburzeni, że odnowiono konkordat z 1801 i wprowadzono ustawy antykościelne, a papież nie otrzymał pomocy w rozwiązaniu tzw. kwestii rzymskiej.
Ustanowił stosunki dyplomatyczne z Belgią, lecz nie udało mu się to z Wielką Brytanią, pomimo że poparł ją w walce ze zbuntowanymi katolikami irlandzkimi. Po zabójstwie cesarza Wszechrusi Aleksandra II i wstąpieniu na tron Aleksandra III udało się nawiązać stosunki dyplomatyczne z Imperium Rosyjskim. Dzięki temu Leon XIII w 1882 roku wskrzesił diecezję kielecką i mianował 12 biskupów w 1883. Skierował także w 1894 roku encyklikę Charitatis providentiaeque do biskupów polskich, w której podkreślił zasługi Polski dla chrześcijaństwa, ale jednocześnie wezwał wiernych do lojalności wobec zaborców.

### Śmierć

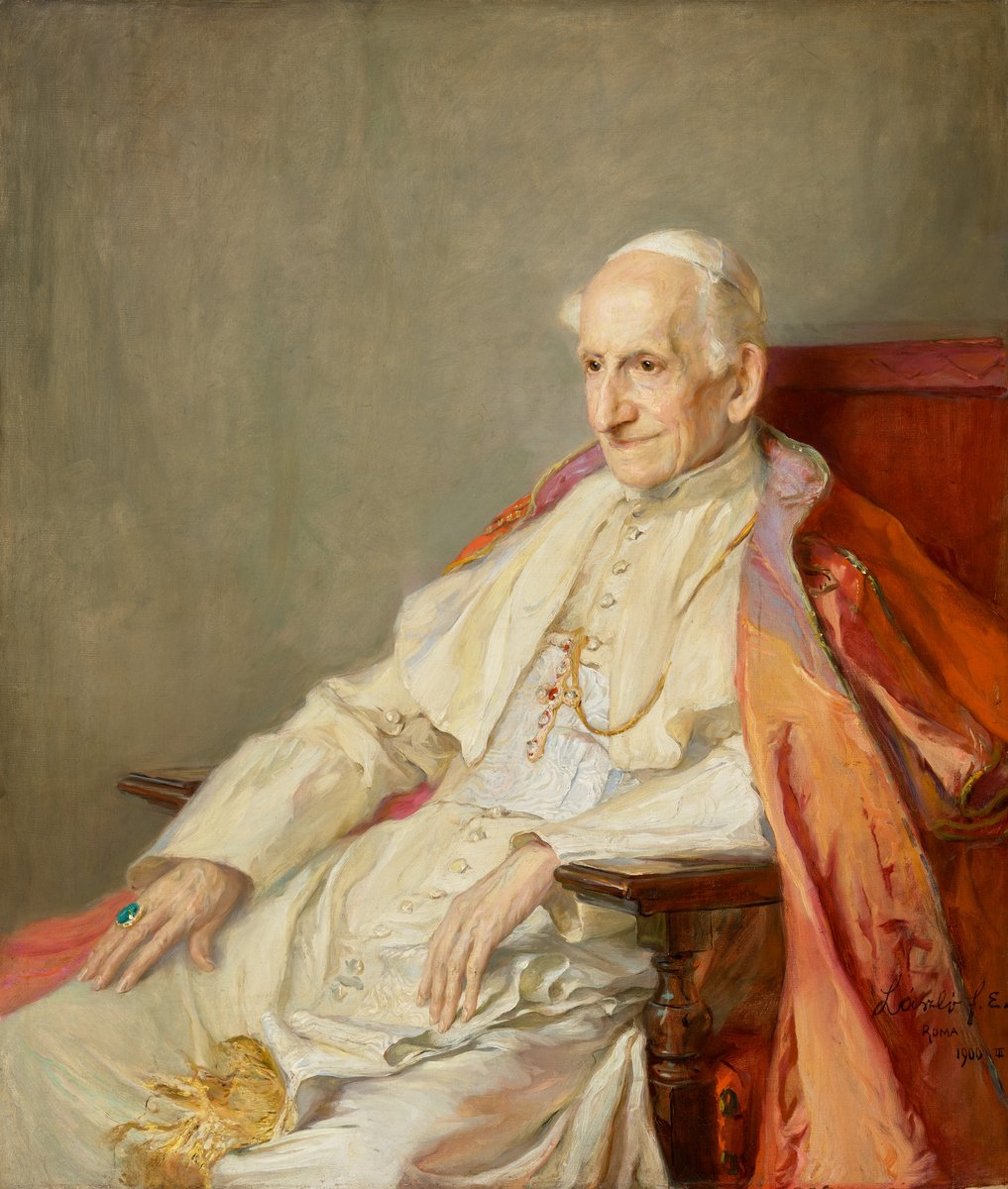
Philip de László: Portret Leona XIII (1900)

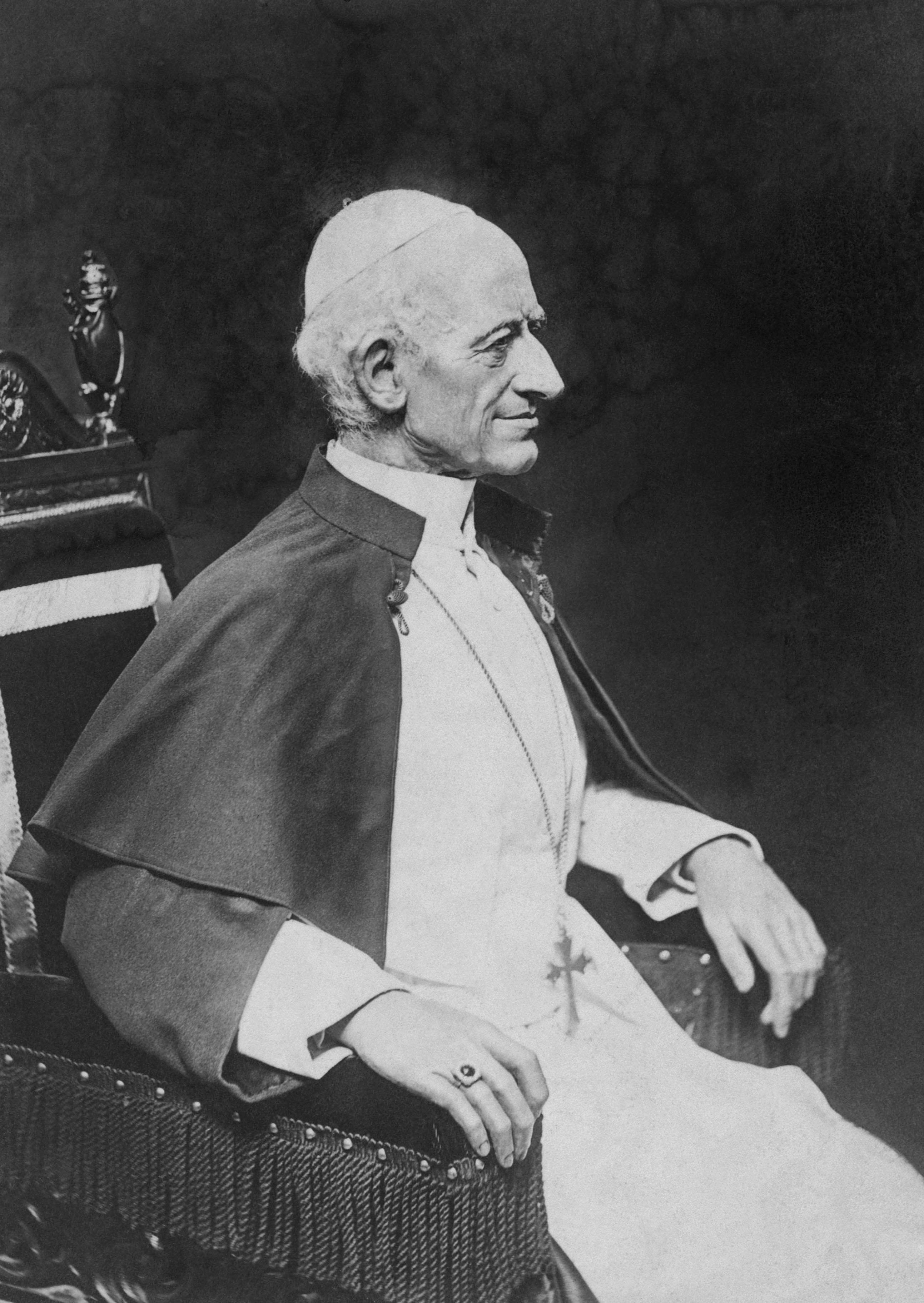
Portret Leona XIII ok. 1903

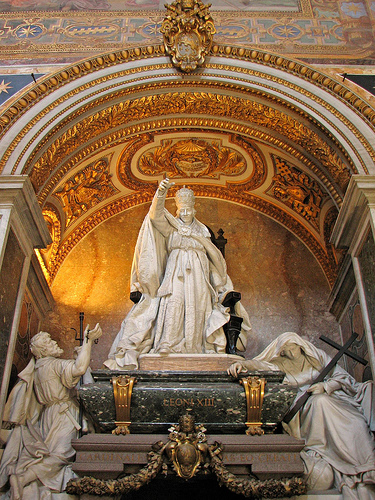
Pomnik i grób Leona XIII w bazylice św. Jana na Lateranie

Leon XIII zmarł 20 lipca 1903 w wieku 93 lat na skutek chronicznej choroby nerek i infekcji oskrzeli. W ostatnich dniach życia podyktował sekretarzowi łacińskojęzyczne wiersze poświęcone problematyce umierania (ostatni z nich nosił tytuł Strapionej duszy nocne rozmyślania). 22 października 1924 przeniesiono jego szczątki z tymczasowego grobowca w bazylice św. Piotra do bazyliki laterańskiej, gdzie spoczęły w krypcie stworzonej w kaplicy Severina w grobowcu wykonanym przez Enrico Tadaldiniego.
Został najdłużej żyjącym papieżem w historii. 2 września 2020 wiekowo wyprzedził go Benedykt XVI, był on jednak emerytowanym papieżem.

## Encykliki
1. Inscrutabili Dei consilio, O postaciach zła w społeczeństwie oraz misji Kościoła i papiestwa, 21 kwietnia 1878
2. Quod apostolici muneris, O błędach socjalistów, komunistów i nihilistów, 28 grudnia 1878
3. Aeterni Patris, O znaczeniu filozofii, 4 sierpnia 1879
4. Arcanum divinae sapientiae, O chrześcijańskim małżeństwie, 10 lutego 1880
5. Grande Munus, O św. Cyrylu i Metodym, 30 września 1880[16]
6. Sancta Dei Civitas (tekst encykliki), O misjach, 3 grudnia 1880
7. Diuturnum illud, O pochodzeniu władzy cywilnej, 29 czerwca 1881
8. Licet multa, O Katolicyzmie w Belgii, 3 sierpnia 1881
9. Etsi nos, O warunkach Kościoła we Włoszech, 15 lutego 1882
10. Auspicato Concessum, O św. Franciszku z Asyżu, 17 września 1882
11. Cum Multa Sint, O warunkach Kościoła w Hiszpanii, 8 grudnia 1882
12. Supremi Apostolatus Officio, O pobożności różańcowej, 1 września 1883
13. Nobilissima Gallorum Gens, O kwestiach religijnych we Francji, 8 lutego 1884
14. Humanum genus, O masonerii 20 kwietnia 1884
15. Superiore anno, O odmawianiu Różańca Świętego, 30 sierpnia 1884
16. Immortale Dei (tekst encykliki), O państwie chrześcijańskim, 1 listopada 1885
17. Spectata fides, O edukacji chrześcijańskiej w Anglii, 27 listopada 1885
18. Quod auctoritatae, O ogłoszeniu nadzwyczajnego Roku Jubileuszowego, 22 grudnia 1885
19. Iampridem nobis, O katolicyzmie w Niemczech, 6 stycznia 1886
20. Quod multum, O wolności Kościoła na Węgrzech, 22 sierpnia 1886
21. Pergrata nobis, O Kościele w Portugalii, 14 września 1886
22. Vi è ben noto, O Różańcu Świętym w kontekście sytuacji Kościoła we Włoszech, 20 września 1887
23. Officio sanctissimo, O Kościele w Bawarii, 22 grudnia 1887
24. Quod anniversarius, W 50. rocznicę święceń kapłańskich Papieża, 1 kwietnia 1888
25. In Plurimis (tekst encykliki), O niewolnictwie, 5 maja 1888
26. Libertas (tekst encykliki), O wolności człowieka, 20 czerwca 1888
27. Saepe nos, O bojkocie w Irlandii, 24 czerwca 1888
28. Paterna caritas, O jedności Ormiańskiego Kościoła Katolickiego z Rzymem, 25 czerwca 1888
29. Quam aeruminosa, O włoskich imigrantach, 10 grudnia 1888
30. Esti cunctas, O Kościele w Irlandii 21 grudnia 1888
31. Exeunte iam anno, O świętym kształtowaniu życia, 25 grudnia 1888
32. Magni nobis gaudi, O katolickim uniwersytecie w USA, 7 marca 1889
33. Quamquam pluries, O kulcie Świętego Józefa, 15 sierpnia 1889
34. Sapientiae christianae, O chrześcijanach jako obywatelach, 10 stycznia 1890
35. Dall’alto dell’Apostolico Seggio, O masonerii we Włoszech, 15 października 1890
36. Catholicae Ecclesiae, (tekst encykliki), O ofierze na rzecz wykupywania niewolników i misjonarzy w Afryce, 20 listopada 1890
37. In ipso supremi, O zebraniach Episkopatu w Austrii, 3 marca 1891
38. Rerum novarum (tekst encykliki), O kwestii robotniczej, 15 maja 1891
39. Pastoralis, O unii religijnej w Portugalii, 25 lipca 1891
40. Pastoralis officii, O pojedynkach w państwach niemieckich i Austro-Węgrzech, 12 września 1891
41. Octobri mense, O Różańcu Świętym, 22 września 1891
42. Au Milieu Des Sollicitudes, O Kościele i państwie we Francji, 16 lutego 1892
43. Quarto abeunte saeculo, O czterechsetleciu odkrycia Ameryki przez Krzysztofa Kolumba, 16 lipca 1892
44. Magnae Dei matris, O Różańcu Świętym, 8 września 1892
45. Custodi di quella Fede, O masonerii, 8 grudnia 1892
46. Inimica vis, O masonerii, 8 grudnia 1892
47. Ad extremas, O seminariach dla rodzimego duchowieństwa, 24 czerwca 1893
48. Constanti Hungarorum, O Kościele na Węgrzech, 2 września 1893
49. Laetitiae sanctae, O pochwale nabożeństwa różańcowego, 8 września 1893
50. Non mediocri, O Kolegium Hiszpańskim w Rzymie, 25 października 1893
51. Providentissimus Deus, O studiach nad Pismem Świętym, 18 listopada 1893
52. Caritatis (tekst encykliki), O Kościele w Polsce, 19 marca 1894
53. Inter graves, O Kościele w Peru, 1 maja 1894
54. Litteras a vobis, O duchowieństwie w Brazylii, 2 czerwca 1894
55. Iucunda semper expectatione, O Różańcu Świętym, 8 września 1894
56. Christi nomen et regnum (tekst encykliki), O Kościele na dalekim Wschodzie, 24 grudnia 1894
57. Longinqua, O katolicyzmie w USA, 6 stycznia 1895
58. Permoti nos, O sytuacji społecznej w Belgii, 10 lipca 1895
59. Adiutricem populi, O Różańcu Świętym, 5 września 1895
60. Insignes, O jubileuszu tysiąclecia Węgier, 1 maja 1896
61. Satis cognitum, O jedności Kościoła, 29 czerwca 1896
62. Fidentem piumque animum, O Różańcu Świętym, 20 września 1896
63. Divinum illud munus, O Duchu Świętym, 9 maja 1897
64. Militantis ecclesiae, O Świętym Piotrze Kanizjuszu, 1 sierpnia 1897
65. Augustissimae virginis mariae, O Bractwach Różańcowych, 12 września 1897
66. Affari vos, O kwestiach szkoły w Manitobie, 8 grudnia 1897
67. Caritatis studium, O Kościele w Szkocji, 25 czerwca 1898
68. Spesse volte, O prześladowaniu organizacji katolickich we Włoszech, 5 sierpnia 1898
69. Quam religiosa, O państwowym prawie małżeńskim w Peru, 16 sierpnia 1898
70. Diuturni temporis, O Różańcu Świętym, 5 września 1898
71. Quum diuturnum, O zgromadzeniu plenarnym Episkopatu Ameryki Łacińskiej, 25 grudnia 1898
72. Annum Sacrum, O zawierzeniu ludzkości Najświętszemu Sercu Jezusa, 25 maja 1899
73. Depuis le jour, O edukacji duchowieństwa we Francji, 8 września 1899
74. Paternae, O edukacji duchowieństwa w Brazylii, 18 września 1899
75. Omnibus compertum, O jedności z Kościołem Melchickim, 21 lipca 1900
76. Tametsi futura prospicientibus, O Jezusie Chrystusie Odkupicielu, 1 sierpnia 1900
77. Graves de communi (tekst encykliki), O demokracji chrześcijańskiej, 18 stycznia 1901
78. Gravissimas, O zakonach w Portugalii, 16 maja 1901
79. Reputantibus, O kwestiach językowych w Czechach, 20 sierpnia 1901
80. Urbanitatis veteris, O założeniu seminarium w Atenach, 20 listopada 1901
81. In amplissimo, O Kościele w USA, 15 kwietnia 1902
82. Quod votis, O powstaniu uniwersytetów katolickich na terenie Austro-Węgier, 30 kwietnia 1902
83. Mirae caritatis, O Eucharystii, 28 maja 1902
84. Quae ad nos, O Kościele w Czechach i Morawach, 22 sierpnia 1902
85. Fin dal principio, O edukacji duchowieństwa we Włoszech, 8 grudnia 1902
86. Dum multa, O ustawodawstwie małżeńskim w Ekwadorze, 24 grudnia 1902

## Inne opracowania
- Praktyka pokory, Wydawnictwo „Duc in Altum”, 2013, s. 104, ISBN 978-83-60710-30-2.